# Барнуел
За окръга вижте Барнуел (окръг).
Барнуел (на английски: Barnwell) е град в Южна Каролина, Съединени американски щати, административен център на окръг Барнуел. Населението му е 5035 души (2000).
В Барнуел е роден музикантът Джеймс Браун (1933 – 2006).